# 都督中外諸軍事
都督中外諸軍事，又稱都督中外，魏晋南北朝時之軍職名，因任此官職的大多之後簒位奪權，在隋唐之後廢除。

## 簡介
在曹魏一代，都督中外是实职武官。如果不计统治集团内部斗争即司马氏利用它给篡位作准备这一因素，它的确起了巩固京师地区统治秩序，进而稳定全国政局的作用。大体从西晋开始，它的性质逐渐向虚衔、荣誉衔转化。八王之乱后，特别在东晋，京师中外诸军力量削弱这一客观因素又加速了这一过程。五胡十六国模仿汉制，都督中外在经历了实职武官，保卫京师，稳定整个政局阶段之后，也呈现同样趋势。南北朝彻底完成了这一转化：都督中外变为虚衔、荣誉衔，起的主要也是这类性质官吏所起的作用。大概由于作为虚衔、荣誉衔，“都督中外诸军事”这一名称又太实，明明白白意味总管中外宿卫诸军，和虚衔、荣誉衔的性质不协调，所以至隋唐，尽管文武散官制度进一步发展，而都督中外却被废除，并且再也没有恢复。

## 職務釋義
「 中」、「外」二字，分別所指「中軍」與「外軍」，此二軍即是戍守京師的中央禁軍，而都督中外諸軍事最初並非正式軍職，而是屬於加官性質，由大司馬、大將軍等高級武官兼任，直至北魏孝文帝之漢化改革時，才成為正式官職並賦予其品級。具體職責為代表皇帝執行全國最高軍事力量的統帥權，亦即為統領禁軍的最高指揮官。

## 歷史發展

### 緣起
都督中外諸軍事最早出現於三國時代的曹魏政權，不同於太尉，此職不主管軍事行政，亦不同於各軍統帥，此職不負責軍隊的日常管理。創設此職之目的在於皇帝在政務繁忙，且軍務緊急的情形下，必須委任一位親信大臣或武官以代表自己统率全國軍事力量，於是有了此職。初期擔任此職者多為曹魏之宗室，如曹真與曹爽，自高平陵之變後，司馬懿仍保留都督中外諸軍事之銜，才使之得以控制禁軍，誅殺曹爽一族，司馬懿死後，此職亦為司馬氏所把持，司馬師、司馬昭兄弟與司馬炎等人先後擔任，最後司馬炎篡奪曹魏政權，建立晉朝，任命其叔祖父安平王司馬孚任都督中外諸軍事之銜。

### 八王之亂
西元291年，楚王司馬瑋即是以都督內外諸軍事之職，矯詔召洛陽城三十六內外軍，發兵消滅汝南王司馬亮，開啟了八王之亂的紛亂；日後趙王司馬倫亦曾矯詔晉惠帝之命，自任都督中外諸軍事，並把持朝政，而齊王司馬冏與成都王司馬穎亦曾擔任此職，甚至司馬穎還曾被任為相當於皇儲的「皇太弟」，總結參與八王之亂的諸侯王，就有將近五位曾自稱或被授與此職，他們以此掌握了軍權，並以此展開廝殺，可見此職的重要性。

### 東晉以後的南朝部分
永嘉之亂後，部分晉朝宗室與世家大族衣冠南渡，東晉政權雖得以建立，而此時期的皇權卻是十分低落，旁落於世家大族之手，其中的最大功臣——王導，亦多次擔任此職，即使同族的王敦叛亂後亦然，日後以多次北伐聞名的桓溫，亦曾被授與此職，並專擅朝政，而取代東晉政權的劉裕，在其稱帝前，亦曾被授與此職，而未來建立梁、齊、陳三朝的蕭道成、蕭衍與陳霸先，得以稱帝建制又如同朝中篡奪帝位的蕭鸞與陳項，亦是遵循此模式。

### 北魏與北朝
北魏孝文帝時的漢化改革，賦予了都督中外諸軍事職官之正式地位，太和年間的第一次職令中，都督中外諸軍事的品級為正一品下，並將其與都督地方諸軍事的品級作了嚴格的區別。而日後於北魏末期專擅朝權的爾朱榮，以及分別建立東魏、西魏，與北齊、北周始祖的高歡與宇文泰，亦曾擔任此職，他們以此集軍政大權於一身，把持朝政，甚至進而建立自己的政權，可說是與南朝的開國模式有著異曲同工之妙。

## 影響
都督中外諸軍事之銜的設置，在一定程度上改變了魏晉以前，中央政府所發生的「兵權散主」之困境， 在皇權集中或的強化之時，有利於中央政權與軍權的集中，方便皇帝統帥全國軍隊。反之，一旦在皇權相對旁落之時，此一軍職易淪入權臣武將之手，則易成為奪取政權、改朝換代的捷徑。

## 曾擔任過此職的代表人物
- 曹真
- 曹爽
- 司馬懿
- 司馬師
- 司馬昭
- 司馬炎
- 楊駿
- 司馬穎
- 司馬冏
- 王導
- 桓溫
- 司馬道子
- 劉裕
- 蕭道成
- 蕭鸞
- 蕭衍
- 蕭繹
- 王僧辯
- 陳霸先
- 陳項
- 爾朱榮
- 宇文泰
- 宇文護
- 高歡
- 高澄
- 高洋
- 高演